# Taterillus petteri
Taterillus petteri és una espècie de mamífer rosegador de la família dels múrids. Viu a Burkina Faso, Mali i el Níger. Els seus hàbitats naturals són les sabanes del Sahel i, en menor mesura, els camps de dunes. És una espècie en risc mínim, és a dir, no sembla que hi hagi cap amenaça significativa per a la seva supervivència.
L'espècie fou anomenada en honor del zoòleg francès Francis Petter.